# Bronquiolo
Los bronquiolos son las pequeñas vías aéreas de un milímetro o menos, en que se divide el árbol bronquial distal. 
Se ha estimado su número en alrededor de 60 000 bronquiolos (30 000 en cada pulmón). La pared de los bronquiolos no posee cartílago y está rodeada por fibras delgadas de músculo liso.
Los bronquiolos son las últimas estructuras de conducción de aire, y el lugar donde se producen trastornos obstructivos como el broncoespasmo y la bronquiolitis.

## Origen embrionario
La formación del aparato respiratorio se inicia en el embrión a las 4 semanas de gestación, con la aparición del esbozo pulmonar. El epitelio de revestimiento interno de los bronquios, al igual que el de los pulmones, tiene origen  endodérmico. Los componentes muscular y conectivo derivan del mesodermo esplácnico.
Con el crecimiento del embrión, el esbozo pulmonar se ramifica para formar los bronquios principales, secundarios y terciarios (segmentarios). Se originan 17 subdivisiones al final del sexto mes de gestación.

La formación de los bronquiolos terminales  tiene lugar entre las semanas 5-16 de la gestación en el humano. En la siguiente fase hasta la semana 27, cada bronquiolo terminal se divide en 2-3  bronquiolos respiratorios, los cuales a su vez, se dividen en 3-6 conductos alveolares.

## Anatomía de los bronquiolos

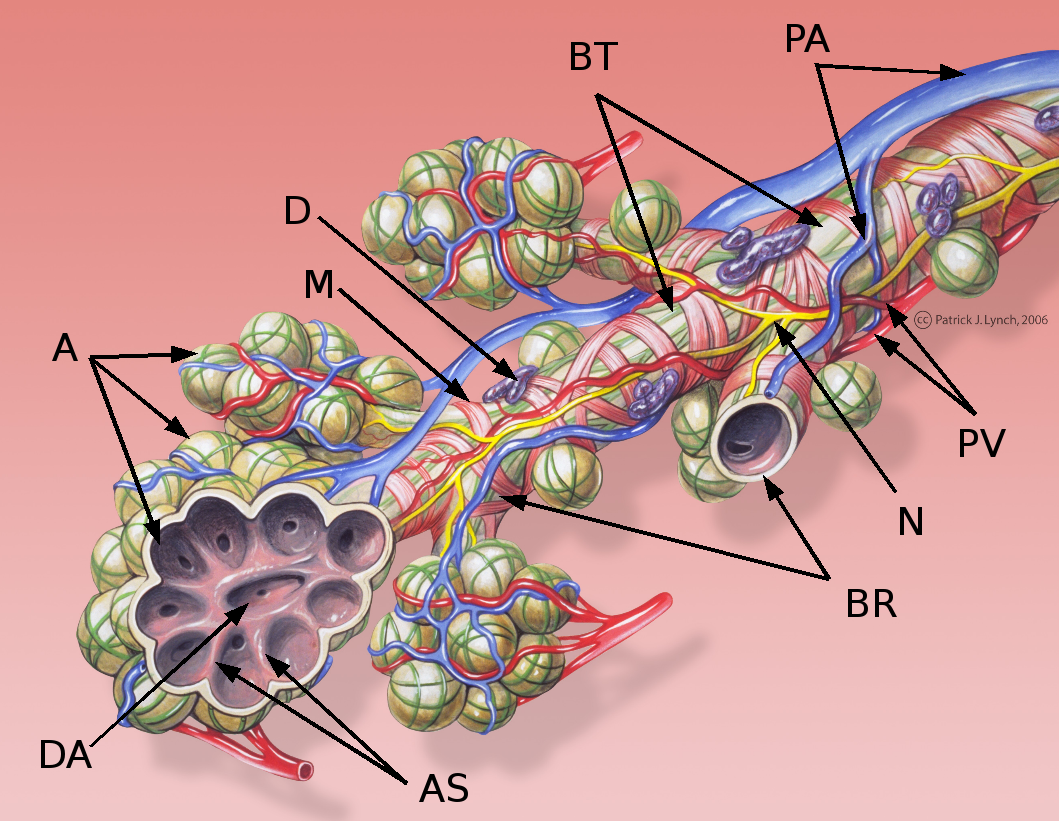

En la segmentación del árbol bronquial, los conductos de la generación número 12 en adelante, ya no presentan cartílago en su pared y son denominados bronquiolos.

Los bronquiolos tienen un diámetro descendente de 1-0,2 milímetros en dirección al alvéolo.

El número de bronquiolos se ha estimado en 30 000 en cada pulmón.
Su interior está tapizado por un epitelio, formado por al menos cuatro tipos de células, que varían en su ubicación y número. 

### Segmentación
La generación #16 de la segmentación del árbol bronquial, corresponde al llamado bronquiolo terminal, que es la porción de la vía aérea pequeña que aún no dispone de alvéolos.
Los bronquiolos más pequeños se ramifican en los bronquiolos terminales y finalmente, cada uno de ellos se divide para formar los bronquiolos respiratorios.

### Bronquiolo terminal

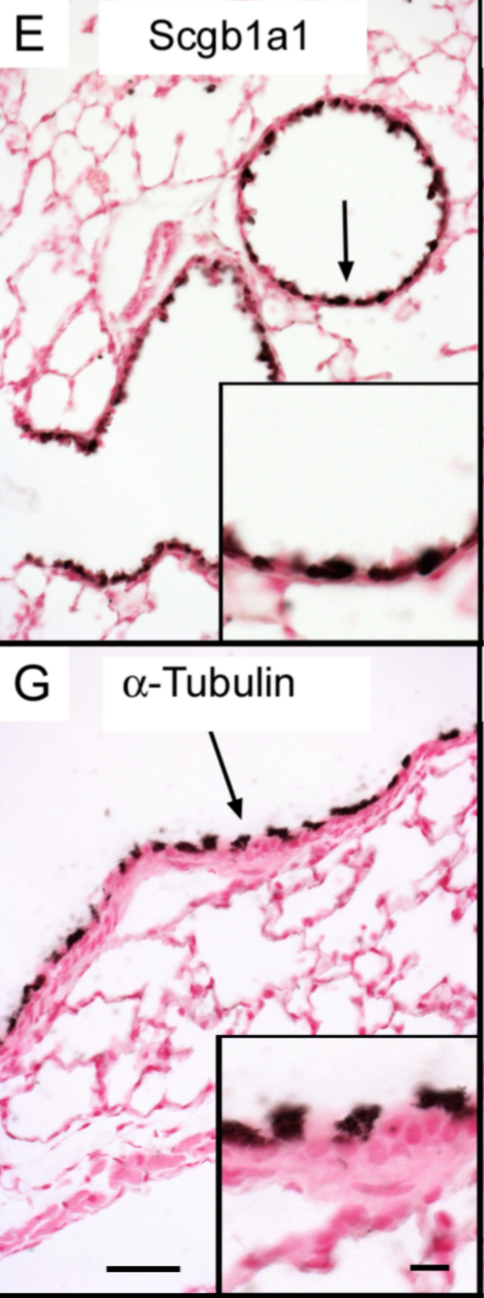
Bronquiolo Inmunohistoquímica.
E= para células de Clara.
G= para células Ciliadas.

Del llamado bronquiolo terminal depende todo el "acino pulmonar" compuesto por
bronquiolos, conductos alveolares y sacos alveolares.

Los bronquiolos terminales, con un diámetro de 0,5 mm o menos, constituyen el segmento más distal y marcan el final de la división de conducción del flujo de aire.

Toda la zona distal al bronquiolo terminal sería la llamada zona respiratoria o de intercambio, y su volumen es de unos 2500-3000 mililitros (ml) .

### Bronquiolo respiratorio
Corresponde a las generaciones de bronquiolos (#17, #18, #19), con algún alvéolo en sus paredes. Los bronquiolos respiratorios son los últimos y más estrechos de las vías respiratorias.

Del bronquiolo respiratorio dependen:
- los conductos alveolares (generación #20, #21, #22) y
- los sacos alveolares (generación #23).

Los bronquiolos respiratorios marcan el comienzo del sector respiratorio, donde tiene lugar el intercambio de los gases entre la sangre y el aire alveolar.

### Microarquitectura

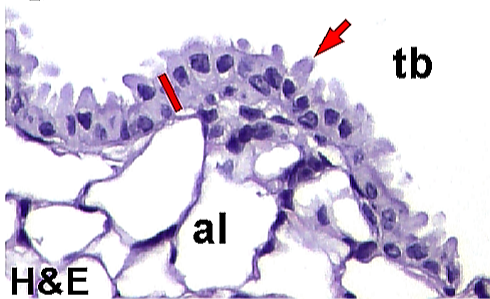
Bronquiolo terminal. Células "Club" o de Clara (flecha roja). al=alvéolos, tb=bronquiolo terminal.

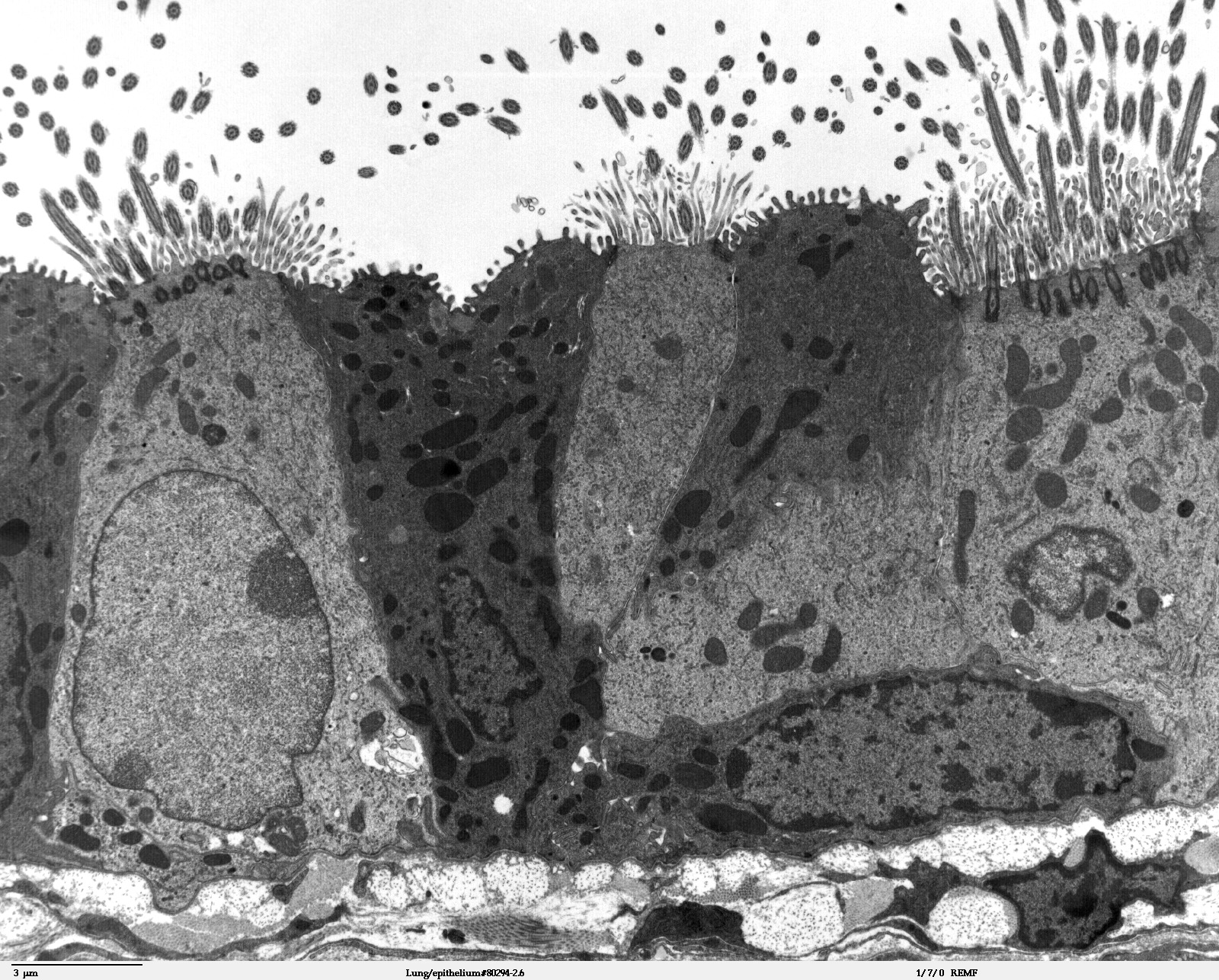
Bronquiolo terminal Células ciliadas y Células "Club" o de Clara (oscuras).

Al igual que el resto de las vías respiratorias, el bronquiolo está tapizado interiormente por diversos tipos de células: células basales, ciliadas, células caliciformes y células "Club" (o de Clara).

Las células ciliadas que favorecen la expulsión de los microorganismos y los residuos de las vías respiratorias.

Las células caliciformes, las cuales secretan moco que ayuda a proteger el revestimiento de los bronquios y a atrapar microorganismos.

Las células de Clara de tipo secretor, representan el 20% de todas las células en el epitelio de la pequeña vía aérea humana.

Las células basales representan 5–10% de las células en la pequeña vía aérea. Estas son las células madre o progenitoras del epitelio de los bronquiolos proximales. Pueden diferenciarse para reponer las células epiteliales, incluidas las células ciliadas y las células caliciformes secretoras.
Inicialmente los bronquiolos son ciliados y gradualmente pasan de epitelio columnar en los bronquiolos proximales, a cúbico simple en los bronquiolos terminales y su revestimiento interno ya no contiene células caliciformes.

Rodeando el epitelio por fuera, se encuentran las delgadas fibras de músculo liso bronquiolar. En contacto se encuentran los ramos nerviosos, las arterias y las venas. 
A este nivel de segmentación, los bronquiolos carecen de esqueleto de cartílago de soporte.

## Histología bronquiolar

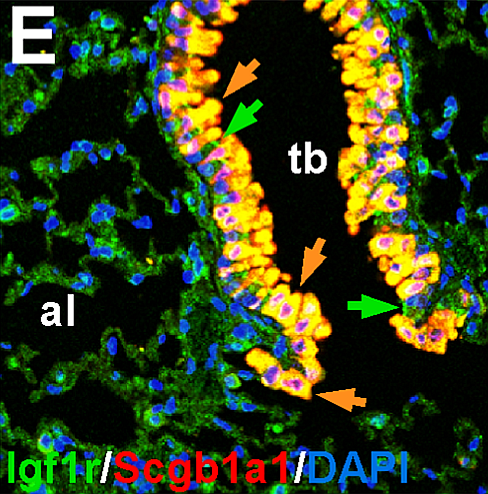
Bronquiolo distal (respiratorio). Células de Clara (flechas naranjas). Células Ciliadas (flechas verdes). al= alvéolos.

En los bronquiolos no hay glándulas subepiteliales. Este epitelio del bronquiolo proximal se mantiene húmedo por una capa de moco, segregado por células caliciformes. Las células caliciformes están presentes en los bronquiolos más grandes, pero faltan por completo en los bronquiolos terminales.
Los bronquiolos terminales están revestidos por un epitelio simple cúbico ciliado, en el cual hay células de Clara dispersas entre las células ciliadas. Estas presentan 100-200 cilios por célula.

El epitelio de los  bronquiolos distales (respiratorios), ya no presenta células ciliadas y se mantiene húmedo mediante el lubricante segregado por las células de Clara.

## Fisiología bronquiolar
La función principal de los bronquiolos a partir de la generación número 12 de la segmentación, es conducir la columna de aire inspirado hacia la porción alveolar del árbol bronquial, y en un segundo paso permitir la eliminación del aire fuera del aparato respiratorio.
Descontaminación del aire inspirado
Todas las vías respiratorias se mantienen húmedas mediante una capa de moco que reviste la superficie. Este moco atrapa pequeñas partículas del aire inspirado, evitando que alcancen los alveolos, y es movilizado por acción de los cilios, que baten unas 10-15 veces por segundo, en dirección a la faringe. Después, el moco, con las partículas atrapadas, es deglutido o eliminado mediante la tos.

## Recambio celular en el bronquiolo
El recambio y la proliferación celular es relativamente bajo en el bronquiolo maduro.
El epitelio de la vía aérea adulta normal humana, se recambia aproximadamente cada 1-4 meses.

Bajo condiciones fisiológicas las células basales son relativamente quiescentes y solamente pocas células intermedias pueden ser observadas.
La célula de Clara de la vía aérea es capaz de autorrenovarse y transdiferenciarse en células ciliadas y células caliciformes y se ha denominado progenitora facultativa en la homeostasis pulmonar.
Después de una lesión bronquiolar grave, las células residentes desempeñan un papel en la reparación son: las células de Clara resistentes a los tóxicos y las células madre broncoalveolares, que se han propuesto como células madre relativamente especializadas.
Un desequilibrio entre el daño epitelial exógeno y la reparación epitelial bronquiolar, es la base de enfermedades pulmonares crónicas como el asma, la EPOC, la fibrosis pulmonar y el cáncer broncogénico.

## Enfermedades asociadas

### Broncoespasmo
Es el estrechamiento de la luz bronquial debido a la contracción de la musculatura de los bronquios, lo que causa dificultades al respirar. Casi siempre se generan pitidos o sibilancias, disnea, dolor en el tórax o tos al inhalar aire. Los broncoespasmos pueden resultar como efecto secundario de ciertos medicamentos, como los betabloqueantes y pilocarpina.

### Bronquiolitis
Es una inflamación de los bronquiolos. Por lo general es un síntoma de la infección viral. La bronquiolitis obliterante es irreversible y puede requerir trasplante de pulmón en los casos graves.

### Asma
Es causado por una inflamación de las vías respiratorias. Durante un ataque de asma, los músculos lisos que se localizan en los bronquiolos se contraen y reducen el flujo de aire. Este puede disminuirse aún más por la inflamación y el exceso de secreción mucosa.

## Galería de imágenes

Bronquiolo de ratón visto al microscopio
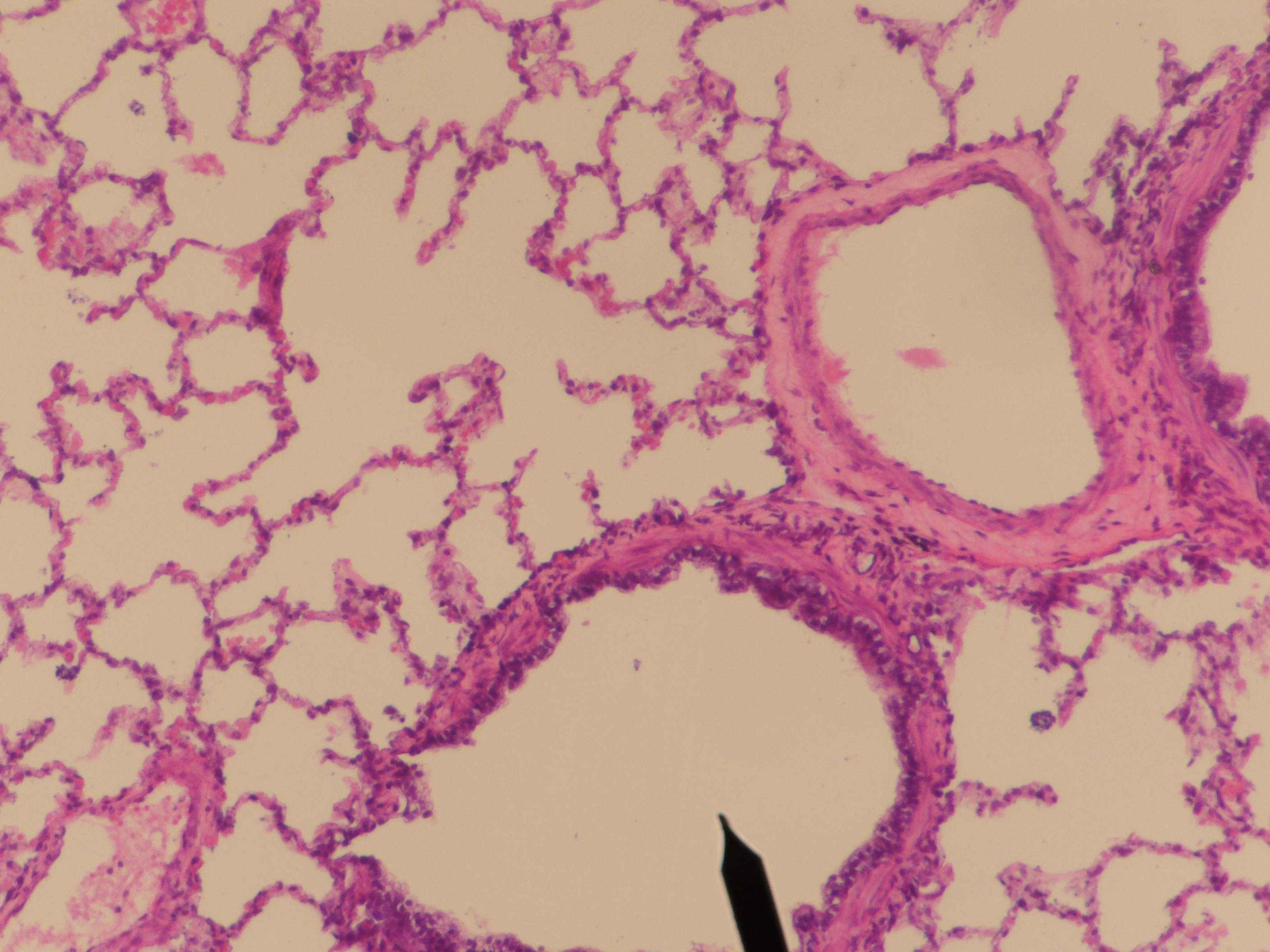
Corte transversal de un bronquiolo primario
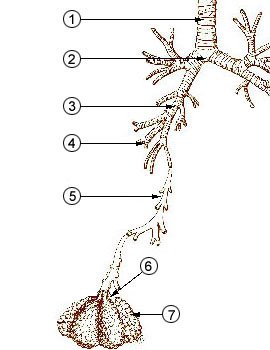
1. Tráquea 2. Bronquios primarios 3. Bronquio lobar 4. Bronquio segmentario 5. Bronquiolo 6. Conducto alveolar 7. Alveolo pulmonar.